# Liste de jeux Game Gear
Liste des 367 jeux sortis officiellement sur Sega Game Gear :
| Titre du jeu                                              | Date | Genre               | Editeur              | Développeur                                 | Versions disponibles |
| --------------------------------------------------------- | ---- | ------------------- | -------------------- | ------------------------------------------- | -------------------- |
| 5 in 1 FunPak                                             | 1994 | Jeu de société      | Interplay            | Beam Software                               | USA                  |
| Aah ! Harimanada                                          | 1993 | Combat              | Sega                 | Sega                                        | JPN                  |
| Addams Family, The                                        | 1994 | Plate-forme         | Flying Edge          | Arc Developments                            | PAL, USA, JPN        |
| Adventures of Batman & Robin, The                         | 1995 | Plate-forme         | Sega                 | Novotrade                                   | PAL, USA             |
| Aerial Assault                                            | 1992 | Shoot Them Up       | Sega                 | Sanritsu                                    | PAL, USA, JPN        |
| Aladdin                                                   | 1994 | Plate-forme         | Sega                 | Sims                                        | PAL, USA, JPN        |
| Alien 3                                                   | 1993 | Action              | Arena Enter.         | Probe Software                              | PAL, USA, JPN        |
| Alien Syndrome                                            | 1992 | Action              | Sega                 | Sims                                        | PAL, JPN             |
| Andre Agassi Tennis                                       | 1993 | Tennis              | Sega                 | Spidersoft                                  | USA                  |
| Arcade Classics                                           | 1996 | Compilation         | Sega                 | Al Baker                                    | USA                  |
| Arch Rivals: The Arcade Game                              | 1992 | Basket Ball         | Flying Edge          | Arc Developments                            | USA                  |
| Archer MacLean's Dropzone                                 | 1994 | Shoot Them Up       | Codemasters          | Codemasters                                 | PAL                  |
| Arena                                                     | 1995 | Action              | Sega                 | Eden E. Software                            | PAL, USA             |
| Ariel The Little Mermaid                                  | 1993 | Action              | Sega                 | BlueSky Software                            | PAL, USA             |
| Astérix and the Great Rescue                              | 1994 | Plate-forme         | Sega                 | Core Design                                 | PAL, USA             |
| Astérix and the Secret Mission                            | 1993 | Plate-forme         | Sega                 | Sega                                        | PAL                  |
| Ax Battler: A Legend of Golden Axe                        | 1992 | Aventure / RPG      | Sega                 | Aspect                                      | PAL, USA, JPN        |
| Ayrton Senna's Super Monaco GP II                         | 1992 | Course de F1        | Sega                 | Sega / Arc System                           | PAL, USA, JPN        |
| Baku Baku                                                 | 1996 | Puzzle-Game         | Sega                 | Minato Giken /                              | PAL, USA, JPN        |
| Batman Forever                                            | 1995 | Beat Them Up        | Acclaim Enter.       | Probe                                       | PAL, USA, JPN        |
| Batman Returns                                            | 1992 | Plate-forme         | Sega                 | Sega                                        | PAL, USA, JPN        |
| Batter Up                                                 | 1991 | Base Ball           | Namco                | Namco                                       | USA, JPN             |
| Battleship - The Classic Naval Combat Game                | 1993 | Bataille navale     | Mindscape            | NGM Prod.                                   | USA                  |
| Battletoads                                               | 1994 | Beat Them Up        | Sega / Tradewest     | Arc System Works                            | PAL, USA, JPN        |
| Beavis and Butt-Head                                      | 1995 | Action              | Viacom               | NuFX                                        | PAL, USA             |
| Berenstain Bears Camping Adventure, The                   | 1994 | Plate-forme         | Sega                 | Realtime Ass.                               | USA                  |
| Berlin Wall, The (Berlin no Kabe)                         | 1991 | Réflexion           | Kaneko               | Kaneko                                      | JPN                  |
| Bonkers Wax Up !                                          | 1995 | Recherche           | Sega                 | Disney Software                             | PAL, USA             |
| Bram Stoker's Dracula                                     | 1994 | Plate-forme         | Sony Imagesoft       | Probe                                       | PAL, USA             |
| Bubble Bobble                                             | 1994 | Réflexion           | Taito                | Open Corporation                            | USA                  |
| Bugs Bunny in Double Trouble                              | 1996 | Plate-forme         | Sega                 | Probe / Climax                              | PAL, USA             |
| Bust-A-Move                                               | 1996 | Puzzle-Game         | Taito, Sega          | Santos Ltd                                  | USA, JPN             |
| Buster Ball                                               | 1992 | Sport futuriste     | Riverhill Soft       | Riverhill Soft                              | JPN                  |
| Buster Fight                                              | 1994 | Combat              | Sega                 | Sims                                        | JPN                  |
| Caesars Palace                                            | 1994 | Casino              | Virgin Interactive   | Teeny Weeny                                 | USA                  |
| Captain America and The Avengers                          | 1994 | Beat Them Up        | Mindscape            | Realtime                                    | USA                  |
| Car Licence                                               | 1995 | Logiciel éducatif   | Mitsubishi           | System Vision                               | JPN                  |
| Casino FunPak                                             | 1994 | Casino              | Interplay            | Beam Software                               | USA                  |
| Castle of Illusion starring Mickey Mouse                  | 1991 | Plate-forme         | Sega                 | Sega                                        | PAL, USA, JPN        |
| Chakan                                                    | 1992 | Plate-forme         | Sega                 | Sega                                        | PAL, USA             |
| Championship Hockey                                       | 1995 | Hockey              | U.S. Gold            | Imagitec Design                             | PAL                  |
| Chase H.Q.                                                | 1991 | Course              | Taito                | Taito                                       | USA, JPN             |
| Cheese Cat-astrophe starring Speedy Gonzales              | 1995 | Plate-forme         | Sega                 | Cryo Interactive                            | PAL, USA             |
| Chessmaster, The                                          | 1992 | Jeu d'échecs        | Sega                 | Novalogic                                   | PAL, USA             |
| Chicago Syndicate                                         | 1995 | Beat Them Up        | Sega                 | Sega                                        | USA                  |
| Choplifter III: Rescue Survive                            | 1993 | Shoot Them Up       | Extreme Enter.       | Beam Software                               | USA                  |
| Chuck Rock                                                | 1992 | Plate-forme         | Sega                 | Core Design                                 | PAL, USA, JPN        |
| Chuck Rock II: Son of Chuck                               | 1993 | Plate-forme         | Sega                 | Core Design                                 | PAL, USA             |
| CJ Elephant Fugitive                                      | 1994 | Plate-forme         | Codemasters          | Big Red Software                            | PAL, USA             |
| Cliffhanger                                               | 1994 | Plate-forme         | Sony Imagesoft       | Spidersoft                                  | USA                  |
| Clutch Hitter                                             | 1991 | Base Ball           | Sega                 | Sega                                        | USA                  |
| Coca-Cola Kid                                             | 1994 | Plate-forme         | Sega                 | Aspect                                      | JPN                  |
| Columns                                                   | 1991 | Puzzle-Game         | Sega                 | Sega                                        | PAL, USA, JPN        |
| Cool Spot                                                 | 1993 | Plate-forme         | Virgin Games         | Virgin Games                                | PAL, USA             |
| Cosmic Spacehead                                          | 1993 | Aventure            | Codemasters          | Supersonic Software                         | PAL, USA             |
| Crash Dummies                                             | 1993 | Mini jeux           | Flying Edge          | Teeny Weeny Game                            | PAL, USA, JPN        |
| Crayon Shin Chan: Taiketsu ! Quantum Panic !              | 1995 | Mini jeux           | Bandai               | Minato Giken                                | JPN                  |
| Crystal Warriors                                          | 1991 | RPG Tactique        | Sega                 | Sega                                        | PAL, USA, JPN        |
| Cutthroat Island                                          | 1995 | Plate-forme         | Acclaim              | Software Creations                          | USA                  |
| Daffy Duck in Hollywood                                   | 1994 | Plate-forme         | Sega                 | Psionic Systems                             | PAL                  |
| Deep Duck Trouble starring Donald Duck                    | 1994 | Plate-forme         | Sega                 | Aspect                                      | PAL, USA, JPN        |
| Defenders of Oasis                                        | 1992 | RPG                 | Sega                 | Sega                                        | PAL, USA, JPN        |
| Desert Speedtrap starring Road Runner and Wile E.Coyote   | 1993 | Plate-forme         | Sega                 | Probe                                       | PAL, USA             |
| Desert Strike                                             | 1994 | Shoot Them Up       | Domark               | Tiertex                                     | PAL, USA             |
| Devilish                                                  | 1991 | Casse-briques       | Hot-B                | Genki                                       | PAL, USA, JPN        |
| Doraemon - Nora no Suke no Yabou                          | 1993 | Plate-forme         | Sega                 | Sega                                        | JPN                  |
| Doraemon - Waku Waku Pocket Paradise                      | 1996 | Mini-jeux           | Sega                 | Sega                                        | JPN                  |
| Double Dragon - The Revenge of Billy Lee                  | 1993 | Beat Them Up        | Virgin Games         | Virgin Games                                | PAL, USA             |
| Dr Robotnik's Mean Bean Machine                           | 1994 | Puzzle-Game         | Sega                 | Compile                                     | PAL, USA             |
| Dragon - The Bruce Lee Story                              | 1994 | Beat Them Up        | Virgin Interactive   | Acclaim                                     | PAL, USA             |
| Dragon Crystal                                            | 1991 | RPG                 | Sega                 | Sega                                        | PAL, USA, JPN        |
| Dunk Kids                                                 | 1994 | Basket Ball         | Sega                 | Sega                                        | JPN                  |
| Dynamite Headdy                                           | 1994 | Plate-forme         | Sega                 | Treasure / Minato G.                        | PAL, USA, JPN        |
| Earthworm Jim                                             | 1995 | Plate-forme         | Virgin               | Shiny Enter./Eurocom                        | PAL, USA             |
| Ecco The Dolphin                                          | 1993 | Aventure            | Sega                 | Novotrade Inter.                            | PAL, USA, JPN        |
| Ecco : Les Marées du temps                                | 1995 | Aventure            | Sega                 | Novotrade                                   | PAL, USA, JPN        |
| Ernie Els Golf                                            | 1994 | Golf                | Codemasters          | Codemasters                                 | PAL                  |
| Eternal Legend                                            | 1991 | RPG                 | Sega                 | Japan Art Media                             | JPN                  |
| Evander "Real Deal" Holyfield's Boxing                    | 1993 | Boxe                | Sega                 | Novotrade                                   | PAL, USA             |
| Excellent Dizzy Collection, The                           | 1994 | Compilation         | Codemasters          | Codemasters                                 | PAL                  |
| F1                                                        | 1993 | Course de F1        | Domark               | Lankhor / Teque                             | PAL, USA             |
| F1 - World Championship Edition                           | 1995 | Course de F1        | Domark               | Peakstar Software                           | PAL                  |
| F-15 Strike Eagle                                         | 1993 | Action              | Microprose           | NMS Software                                | PAL, USA             |
| Faceball 2000                                             | 1993 | FPS                 | Riverhill Soft       | Xanth Software                              | JPN                  |
| Factory Panic                                             | 1992 | Réflexion           | Sega                 | Sega                                        | PAL, JPN             |
| Fantastic Dizzy                                           | 1993 | Plate-forme         | Codemasters          | Codemasters                                 | PAL, USA             |
| Fantasy Zone                                              | 1992 | Shoot Them Up       | Sims                 | Sanritsu                                    | PAL, USA, JPN        |
| Fatal Fury Special                                        | 1995 | Combat              | Takara               | Gaibrain                                    | PAL, USA, JPN        |
| FIFA International Soccer                                 | 1994 | Football            | Electronic Arts      | Tiertex                                     | PAL, USA, JPN        |
| FIFA Soccer 96                                            | 1995 | Football            | Electronic Arts      | Black Pearl Software                        | PAL, USA             |
| Foreman For Real                                          | 1995 | Boxe                | Acclaim              | Software Creations                          | USA, JPN             |
| Frank Thomas Big Hurt Baseball                            | 1995 | Base Ball           | Acclaim              | Realtime Associates                         | USA                  |
| Fray in Magical Adventure                                 | 1991 | Shoot Them Up       | Micro Cabin          | Micro Cabin                                 | JPN                  |
| Fred Couples Golf                                         | 1994 | Golf                | Sega                 | Sims                                        | USA, JPN             |
| G-LOC: Air Battle                                         | 1991 | Shoot Them Up       | Sega                 | Sims                                        | PAL, USA, JPN        |
| Galaga 2                                                  | 1993 | Shoot Them Up       | Namco / Sega         | Now Production                              | PAL, JPN             |
| Gamble Panic                                              | 1995 | Casino              | Sega                 | Arc System Works                            | JPN                  |
| Gambler Jikochuushin Ha                                   | 1992 | Mahjong             | Sega                 | Sega                                        | JPN                  |
| Garfield - Caught in the Act                              | 1995 | Plate-forme         | Sega                 | Novotrade                                   | PAL, USA             |
| Gear Stadium Heiseiban                                    | 1995 | Base Ball           | Namco                | Namco                                       | JPN                  |
| Gear Works                                                | 1993 | Puzzle-Game         | Sony Imagesoft       | Teque London                                | USA                  |
| George Foreman's K.O. Boxing                              | 1992 | Boxe                | Flying Edge          | Sims                                        | PAL, USA, JPN        |
| GG Aleste                                                 | 1991 | Shoot Them Up       | Compile              | Compile                                     | JPN                  |
| GG Portrait: Pai Chan                                     | 1996 | Visual Novel        | Sega                 | Sega                                        | JPN                  |
| GG Portrait: Yuki Akira                                   | 1996 | Visual Novel        | Sega                 | Sega                                        | JPN                  |
| Global Gladiators                                         | 1993 | Plate-forme         | Virgin Games         | Virgin Games                                | PAL                  |
| Godzilla - Kaiju no Daishingeki                           | 1995 | War Game            | Sega                 | Sega                                        | JPN                  |
| GP Rider                                                  | 1994 | Course              | Sega                 | Sega                                        | PAL, USA, JPN        |
| Greendog - The Beached Surfer Dude !                      | 1993 | Plate-forme         | Sega                 | Interactive Designs                         | USA                  |
| Griffin                                                   | 1991 | Shoot Them Up       | Telenet Japan        | RIOT                                        | JPN                  |
| Gunstar Heroes                                            | 1995 | Run & Gun           | Sega                 | Treasure / M2                               | JPN                  |
| Halley Wars                                               | 1992 | Shoot Them Up       | Taito                | Act Japan                                   | PAL, USA, JPN        |
| Head Buster                                               | 1991 | War Game            | Masaya               | NCS                                         | JPN                  |
| Home Alone                                                | 1993 | Action              | Sega                 | Probe                                       | PAL, USA             |
| Honoo no Toukyuuji Dodge Danpei                           | 1992 | Dodgeball           | Sega                 | Sims                                        | JPN                  |
| Hook                                                      | 1994 | Plate-forme         | Sony Imagesoft       | Spidersoft                                  | PAL, USA             |
| House of Tarot                                            | 1991 | Voyance             | Sega                 | Japan System Supply                         | JPN                  |
| Hurricanes                                                | 1995 | Plate-forme         | U.S. Gold            | Arc Developments                            | PAL                  |
| Hyokkori Hyoutanjima: Hyoutanjima no Daikoukai            | 1992 | Shoot Them Up       | Sega                 | Sega                                        | JPN                  |
| Hyper Pro Yakyuu 92                                       | 1992 | Base Ball           | Sega                 | Sega                                        | JPN                  |
| Incredible Hulk, The                                      | 1994 | Plate-forme         | U.S. Gold            | Probe                                       | PAL, USA             |
| Indiana Jones and the Last Crusade                        | 1993 | Plate-forme         | U.S. Gold            | Tiertex                                     | PAL, USA             |
| Iron Man and X-O Manowar in Heavy Metal                   | 1996 | Plate-forme         | Acclaim              | Realtime Associates                         | USA                  |
| Itchy & Scratchy Game, The                                | 1995 | Action              | Acclaim              | Bits Corporation                            | PAL, USA             |
| J-League GG Pro Striker 94                                | 1994 | Football            | Sega                 | Sims                                        | JPN                  |
| J-League Soccer Dream Eleven                              | 1995 | Football            | Sega                 | Sims                                        | JPN                  |
| James Bond 007 - The Duel                                 | 1994 | Plate-forme         | Domark               | The Kremlin                                 | PAL                  |
| James Pond 2: Codename RoboCod                            | 1993 | Plate-forme         | U.S. Gold            | Vectordean / Millenium                      | PAL, USA             |
| Jeopardy !                                                | 1993 | Quiz                | GameTek              | Park Place Prod.                            | USA                  |
| Jeopardy ! Sports Edition                                 | 1994 | Quiz                | GameTek              | Park Place Prod.                            | USA                  |
| Joe Montana Football                                      | 1992 | Foot américain      | Sega                 | Bluesky Software                            | PAL, USA, JPN        |
| Judge Dredd                                               | 1995 | Action              | Acclaim              | Probe                                       | PAL, USA             |
| Junction                                                  | 1991 | Puzzle-Game         | Micronet             | Micronet                                    | USA, JPN             |
| Jungle Book, The (Le livre de la jungle)                  | 1993 | Plate-forme         | Virgin interactive   | Virgin / Eurocom                            | PAL, USA             |
| Jungle Strike                                             | 1995 | Shoot Them Up       | Electronic Arts      | Black Pearl Software                        | USA                  |
| Jurassic Park                                             | 1993 | Plate-forme         | Sega                 | Sega                                        | PAL, USA, JPN        |
| Kaitou Saint Tail                                         | 1996 | Mini jeux           | Sega                 | Minato Giken                                | JPN                  |
| Kawasaki Superbikes                                       | 1995 | Course              | Domark               | Teque London                                | PAL, USA             |
| Kenyu Densetsu Yaiba                                      | 1994 | Plate-forme         | Sega                 | Sega                                        | JPN                  |
| Kinetic Connection                                        | 1991 | Puzzle-Game         | Sega                 | Sega                                        | JPN                  |
| Kishin Douji Zenki                                        | 1995 | Plate-forme         | Sega                 | Sega                                        | JPN                  |
| Klax                                                      | 1992 | Puzzle-Game         | Tengen               | Tengen                                      | PAL, USA             |
| Krusty's Fun House                                        | 1993 | Réflexion           | Flying Edge          | Audiogenic Software                         | PAL, USA             |
| Kuni Chan no Game Tengoku                                 | 1991 | Multi jeux          | Sega                 | Arc System Works                            | JPN                  |
| Kuni Chan no Game Tengoku Part 2                          | 1992 | Multi jeux          | Sega                 | Sega                                        | JPN                  |
| Land of Illusion starring Mickey Mouse                    | 1993 | Plate-forme         | Sega                 | Sega                                        | PAL, USA, JPN        |
| Last Action Hero                                          | 1993 | Beat Them Up        | Sony Imagesoft       | Bits Studio                                 | USA                  |
| Legend of Illusion starring Mickey Mouse                  | 1995 | Plate-forme         | Sega                 | Aspect                                      | PAL, USA, JPN        |
| Lemmings                                                  | 1993 | Réflexion           | Sega                 | Probe Software                              | PAL, USA, JPN        |
| Lion King, The (Le Roi Lion)                              | 1994 | Plate-forme         | Virgin Interactive   | Syrox                                       | PAL, USA, JPN        |
| Lost World - Jurassic Park, The                           | 1997 | Plate-forme         | Sega                 | Aspect                                      | USA                  |
| Lucky Dime Caper starring Donald Duck, The                | 1991 | Plate-forme         | Sega                 | Sega                                        | PAL, USA, JPN        |
| Lunar: Samposuru Gakuen                                   | 1996 | RPG                 | Game Arts            | Game Arts                                   | JPN                  |
| Madden 96                                                 | 1996 | Football US         | Electronic Arts      | Black Pearl Sofware                         | PAL, USA             |
| Madden NFL 95                                             | 1994 | Football US         | Electronic Arts      | Tiertex                                     | USA                  |
| Madou Monogatari I                                        | 1993 | RPG                 | Sega                 | Compile                                     | JPN                  |
| Madou Monogatari II                                       | 1994 | RPG                 | Sega                 | Compile                                     | JPN                  |
| Madou Monogatari III                                      | 1994 | RPG                 | Sega                 | Compile                                     | JPN                  |
| Madou Monogatari A: Doki Doki                             | 1995 | RPG                 | Sega                 | Sega                                        | JPN                  |
| Magic Knight Rayearth                                     | 1994 | RPG                 | Sega                 | Sega                                        | JPN                  |
| Magic Knight Rayearth 2                                   | 1994 | RPG                 | Sega                 | Sega                                        | JPN                  |
| Magical Tarurūto-kun                                      | 1991 | Shoot Them Up       | Tsukuda Ideal        | Tsukuda Ideal                               | JPN                  |
| Majors Pro Baseball, The                                  | 1992 | Base Ball           | Sega                 | Sega                                        | USA                  |
| Man Overboard !                                           | 1994 | Réflexion           | Codemasters          | Zeppelin / Odysseus                         | PAL                  |
| Mappy                                                     | 1991 | Arcade              | Namco                | Nova Co., Ltd                               | JPN                  |
| Marble Madness                                            | 1992 | Action              | Tengen               | Tengen                                      | PAL, USA             |
| Marko's Magic Football                                    | 1994 | Plate-forme         | Domark               | Domark                                      | PAL                  |
| Master of Darkness                                        | 1993 | Plate-forme         | Sega                 | Sims                                        | PAL, USA, JPN        |
| Mega Man                                                  | 1995 | Plate-forme         | U.S. Gold            | Freestyle                                   | USA                  |
| Megami Tensei Gaiden: Last Bible                          | 1994 | RPG                 | Sega                 | Sims                                        | JPN                  |
| Megami Tensei Gaiden: Last Bible Special                  | 1995 | RPG                 | Sega                 | Sims                                        | JPN                  |
| Mickey's Ultimate Challenge                               | 1994 | Réflexion           | Hi-Tech              | Designer Software                           | USA                  |
| Micro Machines                                            | 1994 | Course              | Codemasters          | Codemasters                                 | PAL, USA             |
| Micro Machines 2 Turbo Tournament                         | 1995 | Course              | Codemasters          | Codemasters                                 | PAL                  |
| Mighty Morphin Power Rangers                              | 1995 | Beat Them Up        | Sega                 | Banpresto                                   | PAL, USA             |
| Mighty Morphin Power Rangers: The Movie                   | 1995 | Beat Them Up        | Sega                 | Banpresto                                   | PAL, USA             |
| MLBPA Baseball                                            | 1995 | Base Ball           | Electronic Arts      | Beam Software                               | USA                  |
| Moldorian                                                 | 1994 | RPG                 | Sega                 | Sega                                        | JPN                  |
| Monster Truck Wars                                        | 1995 | Course              | Acclaim              | Gremlin Graphics                            | PAL, USA             |
| Mortal Kombat                                             | 1993 | Combat              | Arena / Acclaim      | Probe Software                              | PAL, USA, JPN        |
| Mortal Kombat II                                          | 1994 | Combat              | Acclaim              | Probe                                       | PAL, USA, JPN        |
| Mortal Kombat 3                                           | 1995 | Combat              | Acclaim              | Software Creations                          | PAL                  |
| Ms. Pac-Man                                               | 1993 | Arcade / Action     | Namco                | Now Production                              | USA                  |
| Nazo Puyo                                                 | 1993 | Puzzle-Game         | Sega                 | Compile                                     | JPN                  |
| Nazo Puyo 2                                               | 1993 | Puzzle-Game         | Sega                 | Compile                                     | JPN                  |
| Nazo Puyo Arle No Roux                                    | 1994 | Puzzle-Game         | Sega                 | Compile                                     | JPN                  |
| NBA Action starring David Robinson                        | 1994 | Basketball          | Sega                 | Sega                                        | USA                  |
| NBA Jam                                                   | 1994 | Basketball          | Arena                | Iguana Enter.                               | PAL, USA, JPN        |
| NBA Jam Tournament Edition                                | 1995 | Basketball          | Acclaim              | Iguana Enter.                               | PAL, USA, JPN        |
| NFL 95                                                    | 1994 | Football US         | Sega                 | Double Diamond                              | USA                  |
| NFL Quarterback Club                                      | 1995 | Football US         | Acclaim              | Condor / Iguana                             | PAL, USA, JPN        |
| NFL Quarterback Club 96                                   | 1996 | Football US         | Acclaim              | Condor                                      | USA                  |
| NHL All Star Hockey                                       | 1995 | Hockey              | Sega                 | Gray Matter                                 | USA                  |
| NHL Hockey                                                | 1995 | Hockey              | Electronic Arts      | Realtime Associates                         | PAL, USA             |
| Ninja Gaiden                                              | 1992 | Beat Them Up        | Sega                 | Japan System House                          | PAL, USA, JPN        |
| Ninku                                                     | 1995 | Beat Them Up        | Sega                 | Sega                                        | JPN                  |
| Ninku 2                                                   | 1995 | Beat Them Up        | Sega                 | Sega                                        | JPN                  |
| Ninku Gaiden: Hiroyuki Daikatsugeki                       | 1995 | Réflexion           | Sega                 | Sega                                        | JPN                  |
| Nomo's World Series Baseball                              | 1995 | Baseball            | Sega                 | I.T.L.                                      | JPN                  |
| Olympic Gold                                              | 1992 | Jeux olympiques     | U.S. Gold            | U.S. Gold                                   | PAL, USA, JPN        |
| Operation Starfi5h (James Pond 3)                         | 1995 | Plate-forme         | U.S. Gold            | Millenium / Vectordean                      | PAL                  |
| Ottifants, The                                            | 1993 | Plate-forme         | Sega                 | Graftgold                                   | PAL                  |
| Out Run                                                   | 1991 | Course              | Sega                 | Sega                                        | PAL, JPN             |
| Out Run Europa                                            | 1992 | Course              | U.S. Gold            | Probe Software                              | PAL, USA             |
| Pac-Attack                                                | 1994 | Puzzle-Game         | Namco                | Now Production                              | USA                  |
| Pac-Man                                                   | 1991 | Action / Arcade     | Namco                | Namco                                       | USA, JPN             |
| Panzer Dragoon Mini                                       | 1996 | Shoot Them Up       | Sega                 | Sega                                        | JPN                  |
| Paperboy                                                  | 1992 | Action              | Tengen               | Tengen                                      | PAL, USA             |
| Paperboy 2                                                | 1992 | Action              | Tengen               | Manley and Associates                       | USA                  |
| Pengo                                                     | 1991 | Puzzle-Game         | Sega                 | Arc System Works                            | PAL, JPN             |
| Pet Club Inu Dai Suki                                     | 1996 | Simu vie animal     | Sega                 | Sega                                        | JPN                  |
| Pet Club Neko Dai Suki                                    | 1996 | Simu vie animal     | Sega                 | Sega                                        | JPN                  |
| Pete Sampras Tennis                                       | 1994 | Tennis              | Codemasters          | Codemasters                                 | PAL, USA             |
| PGA Tour 96                                               | 1996 | Golf                | Electronic Arts      | Black Pearl Software                        | PAL, USA             |
| PGA Tour Golf                                             | 1994 | Golf                | Tengen               | Polygames                                   | PAL, USA             |
| PGA Tour Golf II                                          | 1994 | Golf                | E.A/Time Warner      | Polygames                                   | PAL, USA             |
| Phantasy Star Adventure                                   | 1992 | Aventure            | Sega                 | Sega                                        | JPN                  |
| Phantasy Star Gaiden                                      | 1992 | RPG                 | Sega                 | Japan System Supply                         | JPN                  |
| Phantom 2040                                              | 1995 | Plate-forme         | Viacom               | Unexpected Devel.                           | PAL, USA             |
| Pinball Dreams                                            | 1994 | Flipper             | GameTek              | Digital / Spidersoft                        | USA                  |
| Pocket Jong Sou                                           | 1992 | Mahjong             | Namco                | Namco                                       | JPN                  |
| Poker Face Paul's Blackjack                               | 1994 | Blackjack           | Adrenalin Enter.     | Spidersoft                                  | USA                  |
| Poker Face Paul's Gin                                     | 1994 | Gin                 | Adrenalin Enter.     | Spidersoft                                  | USA                  |
| Poker Face Paul's Poker                                   | 1994 | Poker               | Adrenalin Enter.     | Spidersoft                                  | USA                  |
| Poker Face Paul's Solitaire                               | 1994 | Solitaire           | Adrenalin Enter.     | Spidersoft                                  | USA                  |
| Pop Breaker                                               | 1991 | Shoot / Stratégie   | Micro Cabin          | Micro Cabin                                 | JPN                  |
| Popeye Beach Volley Ball                                  | 1994 | Volley Ball         | Technos Japan        | Technos Japan                               | JPN                  |
| Popils - The Blockbusting Challenge                       | 1992 | Réflexion           | Tengen               | Tengen                                      | PAL, USA, JPN        |
| Power Drive                                               | 1995 | Course              | U.S. Gold            | Rage Software                               | PAL                  |
| Power Strike II                                           | 1994 | Shoot Them Up       | Sega                 | Compile                                     | PAL, JPN             |
| Predator 2                                                | 1994 | Action              | Arena                | Teeny Weeny Games                           | PAL, USA             |
| Primal Rage                                               | 1995 | Combat              | Time Warner          | Probe                                       | PAL, USA             |
| Prince of Persia                                          | 1992 | Plate-forme         | Domark               | The Kremlin                                 | PAL, USA             |
| Pro Yakyuu 91, The                                        | 1991 | Base Ball           | Sega                 | Sega                                        | JPN                  |
| Pro Yakyuu GG League                                      | 1993 | Base Ball           | Sega                 | Sega                                        | JPN                  |
| Pro Yakyuu GG League 94                                   | 1994 | Base Ball           | Sega                 | Sega                                        | JPN                  |
| Pro Yakyuu Twin League Tatakae                            | 1995 | Base Ball           | Sega                 | Sega                                        | JPN                  |
| Psychic World                                             | 1991 | Plate-forme         | Sega                 | Hertz / Sims                                | PAL, USA, JPN        |
| Puyo Puyo                                                 | 1993 | Puzzle-Game         | Sega                 | Compile                                     | JPN                  |
| Puyo Puyo 2                                               | 1994 | Puzzle-Game         | Sega                 | Compile                                     | JPN                  |
| Puzzle & Action: Ichidant-R                               | 1994 | Mini jeux           | Sega                 | Sega                                        | JPN                  |
| Puzzle & Action: Tant-R                                   | 1994 | Mini jeux           | Sega                 | Sega                                        | JPN                  |
| Putt & Putter                                             | 1992 | Mini Golf           | Sega                 | Sims                                        | PAL, USA, JPN        |
| Quest for the Shaven Yak starring Ren Hoek and Stimpy     | 1994 | Plate-forme         | Sega                 | Realtime Associates                         | PAL, USA             |
| Quiz Gear Fight !! (The)                                  | 1995 | Quiz                | Sega                 | Minato Giken                                | JPN                  |
| Rastan Saga                                               | 1991 | Beat Them Up        | Taito                | Taito                                       | JPN                  |
| R.B.I. Baseball 94                                        | 1994 | Base Ball           | Time Warner          | Tengen                                      | USA                  |
| R.C. Grand Prix                                           | 1992 | Course              | Sega                 | Absolute Enter.                             | USA                  |
| Riddick Bowe Boxing                                       | 1994 | Boxe                | Extreme Enter.       | Micronet                                    | USA, JPN             |
| Rise of the Robots                                        | 1995 | Combat              | Time Warner          | Mirage Tech.                                | PAL, USA             |
| Ristar                                                    | 1995 | Plate-forme         | Sega                 | Biox                                        | PAL, USA, JPN        |
| Road Rash                                                 | 1994 | Course / Action     | U.S. Gold            | Electronic Arts                             | PAL, USA             |
| Robocop 3                                                 | 1993 | Action              | Flying Edge          | Eden Enter. Software                        | PAL, USA, JPN        |
| Robocop versus The Terminator                             | 1994 | Plate-forme         | Virgin Games         | NMS Software                                | PAL, USA             |
| Ronald Mc Donald no Magical World                         | 1994 | Plate-forme         | Sega                 | Sims                                        | JPN                  |
| Royal Stone: Hirakareshi Toki no Tobira                   | 1995 | RPG                 | Sega                 | Sega                                        | JPN                  |
| Sailor Moon S: Bishoujo Senshi                            | 1995 | Beat Them Up        | Bandai               | Shimada Kikaku                              | JPN                  |
| Samurai Shodown                                           | 1994 | Combat              | Takara               | Takara                                      | USA, JPN             |
| Schtroumpfs, Les                                          | 1995 | Plate-forme         | Infogrames           | Bit Managers                                | PAL                  |
| Schtroumpfs autour du monde, Les                          | 1996 | Plate-forme         | Infogrames           | Infogrames                                  | PAL                  |
| Scratch Golf                                              | 1994 | Golf                | Vic Tokai            | Sims                                        | USA, JPN             |
| SD Gundam Winner's History                                | 1995 | Stratégie           | Bandai               | ITL Co.                                     | JPN                  |
| Sega Game Pack 4 in 1                                     | 1993 | Compilation         | Sega                 | Sega                                        | PAL                  |
| Sensible Soccer European Champions                        | 1994 | Football            | Sony Imagesoft       | Eurocom                                     | PAL                  |
| Shanghai II                                               | 1990 | Mahjong             | Sunsoft              | Sun Electronics                             | JPN                  |
| Shaq-Fu                                                   | 1995 | Combat              | Electronic Arts      | Tiertex                                     | USA                  |
| Shikinjou                                                 | 1991 | Puzzle-Game         | Sunsoft              | Sunsoft                                     | JPN                  |
| Shining Force: The Sword of Hajya                         | 1994 | RPG                 | Sega                 | Sonic Software Plan.                        | USA, JPN             |
| Shining Force Gaiden                                      | 1992 | RPG                 | Sega                 | Sonic Software Plan.                        | JPN                  |
| Shining Force Gaiden: Final Conflict                      | 1995 | RPG                 | Sega                 | Sega                                        | JPN                  |
| Shinobi                                                   | 1991 | Plate-forme         | Sega                 | Sega                                        | PAL, USA, JPN        |
| Shinobi II - The Silent Fury                              | 1992 | Action              | Sega                 | Sega                                        | PAL, USA, JPN        |
| Side Pocket                                               | 1994 | Billard             | Data East            | Data East / ISCO / Opera House              | USA                  |
| Simpsons, The: Bart Vs. the Space Mutants                 | 1993 | Plate-forme         | Flying Edge          | Imagineering                                | PAL, USA             |
| Simpsons, The: Bart Vs. the World                         | 1993 | Action              | Flying Edge          | Arc Developments                            | PAL, USA, JPN        |
| Simpsons, The: Bartman Meets Radioactive Man              | 1993 | Plate-forme         | Flying Edge          | Teeny Weeny Games                           | USA                  |
| Slam Dunk From T.V. Animation                             | 1994 | Basket Ball         | Bandai               | Sims                                        | JPN                  |
| Slider                                                    | 1992 | Réflexion           | Sega                 | Loriciel                                    | PAL, USA, JPN        |
| Sokoban                                                   | 1990 | Puzzle-Game         | Riverhill Soft       | Thinking Rabbit                             | JPN                  |
| Solitaire FunPak                                          | 1994 | Jeu de société      | Interplay            | Beam Software                               | USA                  |
| Solitaire Poker                                           | 1992 | Jeu de cartes       | Sega                 | Face                                        | PAL, USA, JPN        |
| Sonic 2 in 1                                              | 1995 | Plate-forme         | Sega                 | Sega / Aspect                               | PAL                  |
| Sonic Blast                                               | 1996 | Plate-forme         | Sega                 | Aspect                                      | PAL, USA, JPN        |
| Sonic Drift                                               | 1994 | Course              | Sega                 | Sega / Arc System                           | JPN                  |
| Sonic Drift Racing                                        | 1995 | Course              | Sega                 | Sega / Arc System                           | PAL, USA, JPN        |
| Sonic Labyrinth                                           | 1995 | Action              | Sega                 | Minato Giken                                | PAL, USA, JPN        |
| Sonic The Hedgehog                                        | 1991 | Plate-forme         | Sega                 | Ancient                                     | PAL, USA, JPN        |
| Sonic The Hedgehog 2                                      | 1992 | Plate-forme         | Sega                 | Aspect                                      | PAL, USA, JPN        |
| Sonic The Hedgehog Chaos                                  | 1993 | Plate-forme         | Sega                 | Aspect                                      | PAL, USA, JPN        |
| Sonic The Hedgehog Spinball                               | 1994 | Action / Flipper    | Sega                 | Sega                                        | PAL, USA             |
| Sonic The Hedgehog Triple Trouble                         | 1994 | Plate-forme         | Sega                 | Aspect                                      | PAL, USA, JPN        |
| Space Harrier                                             | 1992 | Shoot Them Up       | Sega                 | Sega                                        | PAL, USA, JPN        |
| Spider-Man                                                | 1992 | Plate-forme         | Flying Edge          | Sega                                        | PAL, USA             |
| Spider-Man: Return of the Sinister Six                    | 1993 | Plate-forme         | Flying Edge          | Bits                                        | PAL, USA             |
| Spider-Man and the X-Men: Arcade's Revenge                | 1994 | Action              | Flying Edge          | Software Creations                          | USA                  |
| Sports Illustrated: Championship Football and Baseball    | 1995 | Football / Baseball | Black Pearl Software | Unexpected Devel.                           | USA                  |
| Sports Trivia                                             | 1995 | Quiz sportif        | Sega                 | Adrenalin Entertainment, Freestyle Software | USA                  |
| Sports Trivia Championship Edition                        | 1995 | Quiz sportif        | Sega                 | Adrenalin Entertainment, Freestyle Software | USA                  |
| Star Trek Generations - Beyond The Nexus                  | 1994 | Plate-forme         | Absolute Enter.      | Absolute Enter.                             | USA                  |
| Star Trek The Next Generation: Advanced Holodeck Tutorial | 1994 | Simu spatiale       | Absolute Enter.      | Absolute Enter.                             | USA                  |
| Star Wars                                                 | 1993 | Plate-forme         | U.S. Gold            | Tiertex                                     | PAL, USA             |
| Stargate                                                  | 1995 | Puzzle-Game         | Acclaim              | Probe                                       | PAL, USA, JPN        |
| Streets of Rage                                           | 1992 | Beat Them Up        | Sega                 | Ancient                                     | PAL, USA, JPN        |
| Streets of Rage II                                        | 1993 | Beat Them Up        | Sega                 | Japan System House                          | PAL, USA, JPN        |
| Strider Returns: Journey from the Darkness                | 1994 | Plate-forme         | U.S. Gold            | Tiertex                                     | PAL, USA             |
| Striker                                                   | 1995 | Football            | Sega                 | Rage Software                               | PAL                  |
| Super Battletank                                          | 2001 | Simu de char        | Majesco              | Absolute Enter.                             | USA                  |
| Super Columns                                             | 1995 | Puzzle-Game         | Sega                 | Sega                                        | PAL, USA, JPN        |
| Super Golf                                                | 1991 | Golf                | Sage's Creation      | Sigma Enter.                                | USA, JPN             |
| Super Kick Off                                            | 1992 | Football            | U.S. Gold            | Tiertex                                     | PAL                  |
| Super Momotetsu III                                       | 1995 | Jeu de société      | Hudson Soft          | Hudson Soft                                 | JPN                  |
| Super Monaco GP                                           | 1990 | Course de F1        | Sega                 | Arc System Works                            | PAL, USA, JPN        |
| Super Off Road                                            | 1993 | Course              | Virgin Games         | Graftgold Creative                          | PAL, USA             |
| Super Smash T.V.                                          | 1993 | Action              | Flying Edge          | Probe Software                              | PAL, USA, JPN        |
| Super Space Invaders                                      | 1992 | Shoot Them Up       | Domark               | Tiertex                                     | PAL, USA             |
| Super Star Wars: Return of the Jedi                       | 1996 | Plate-forme         | Black Pearl          | Realtime Associates                         | PAL, USA             |
| Superman: The Man of Steel                                | 1993 | Plate-forme         | Virgin Interactive   | Gaftgold                                    | PAL                  |
| Surf Ninjas                                               | 1993 | Beat Them Up        | Sega                 | NuFX                                        | PAL, USA             |
| Sylvan Tale                                               | 1995 | Action / RPG        | Sega                 | Sega                                        | JPN                  |
| T2: The Arcade Game                                       | 1994 | Rail Shooter        | Arena                | Probe                                       | PAL, USA, JPN        |
| Tails Adventure                                           | 1995 | Plate-forme         | Sega                 | Aspect                                      | PAL, USA, JPN        |
| Tails' Skypatrol                                          | 1995 | Shoot Them Up       | Sega                 | Sims                                        | JPN                  |
| Taisen Mahjong Hao-Pai                                    | 1990 | Mahjong             | Sega                 | Arc System Works                            | JPN                  |
| Taisen Mahjong Hao-Pai 2                                  | 1993 | Mahjong             | Sega                 | Arc System Works                            | JPN                  |
| Taisen-Gata Daisenryaku G                                 | 1991 | War Game            | System Soft          | System Soft                                 | JPN                  |
| TaleSpin                                                  | 1993 | Plate-forme         | Sega                 | Interactive Designs                         | PAL, USA             |
| Tama & Friends: 3 Choume Kouen Tamalympic                 | 1995 | Mini jeux           | Sega                 | Aspect                                      | JPN                  |
| Tarzan - Lord of the Jungle                               | 1994 | Plate-forme         | GameTek              | Eurocom                                     | PAL                  |
| Taz in Escape from Mars                                   | 1995 | Plate-forme         | Sega                 | HeadGames                                   | PAL, USA             |
| Taz-Mania                                                 | 1992 | Plate-forme         | Sega                 | NuFX                                        | PAL, USA             |
| Tempo Jr.                                                 | 1995 | Plate-forme         | Sega                 | Sims                                        | PAL, USA, JPN        |
| Tengen World Cup Soccer                                   | 1993 | Football            | Tengen               | Sims                                        | PAL, USA, JPN        |
| Terminator, The                                           | 1993 | Action              | Virgin Games         | Probe                                       | PAL, USA             |
| Terminator 2: Judgment Day                                | 1993 | Action              | Flying Edge          | Arc Developments                            | PAL, USA, JPN        |
| Tesserae                                                  | 1992 | Puzzle-Game         | GameTek              | Eurocom                                     | USA                  |
| Tintin au Tibet                                           | 1996 | Plate-forme         | Infogrames           | Bit Managers                                | PAL                  |
| Tom and Jerry: The Movie                                  | 1993 | Plate-forme         | Sega                 | Sims                                        | PAL, USA, JPN        |
| Torarete Tamaruka !?                                      | 1994 | Réflexion           | Sega                 | Sega                                        | JPN                  |
| True Lies                                                 | 1995 | Action              | Acclaim Enter.       | Beam Software                               | PAL, USA, JPN        |
| Ultimate Soccer                                           | 1993 | Football            | Sega                 | Rage Software                               | PAL, JPN             |
| Urban Strike                                              | 1995 | Shoot Them Up       | Black Pearl          | Electronic Arts / Borta                     | USA                  |
| Virtua Fighter Animation                                  | 1996 | Combat              | Sega                 | Aspect                                      | PAL, USA, JPN        |
| VR Troopers                                               | 1995 | Combat              | Sega                 | Syrox Developments                          | PAL, USA             |
| Wagyan Land                                               | 1991 | Plate-forme         | Namco                | Now Production                              | JPN                  |
| Wheel of Fortune                                          | 1992 | Jeu télévisé        | GameTek              | Imagitec Design                             | USA                  |
| Wimbledon                                                 | 1992 | Tennis              | Sega                 | Sims                                        | PAL, USA, JPN        |
| Winter Olympics                                           | 1993 | Jeux olympiques     | U.S. Gold            | U.S. Gold                                   | PAL, USA, JPN        |
| Wizard Pinball                                            | 1995 | Flipper             | Domark               | Teque London                                | PAL                  |
| Wolfchild                                                 | 1993 | Plate-forme         | Virgin Games         | Core Design                                 | PAL                  |
| Wonder Boy                                                | 1991 | Plate-forme         | Sega                 | Sega                                        | PAL, USA, JPN        |
| Wonder Boy - The Dragon's Trap                            | 1992 | Aventure            | Sega                 | Westone                                     | PAL, JPN             |
| Woody Pop                                                 | 1991 | Casse-briques       | Sega                 | Sega                                        | PAL, USA, JPN        |
| World Class Leaderboard Golf                              | 1991 | Golf                | U.S. Gold            | Acess / Tiertex                             | PAL, USA             |
| World Cup USA 94                                          | 1994 | Football            | U.S. Gold            | Tiertex                                     | PAL, USA             |
| World Derby                                               | 1994 | Simu paris          | CRI                  | CRI                                         | JPN                  |
| World Series Baseball                                     | 1993 | Baseball            | Sega                 | Sega                                        | USA                  |
| World Series Baseball '95                                 | 1995 | Baseball            | Sega                 | Sega                                        | USA, JPN             |
| WWF Raw                                                   | 1995 | Catch               | Acclaim              | Realtime Associates                         | PAL, USA             |
| WWF Wrestlemania Steel Cage Challenge                     | 1993 | Catch               | Flying Edge          | T.W. Games                                  | PAL, USA             |
| X-Men                                                     | 1993 | Plate-forme         | Sega                 | Sega                                        | USA                  |
| X-Men: Gamesmaster's Legacy                               | 1994 | Action              | Sega                 | Sega                                        | PAL, USA             |
| X-Men: Mojo World                                         | 1996 | Plate-forme         | Sega                 | Sega                                        | USA                  |
| Yū Yū Hakusho: Horobishi Mono no Gyakushu                 | 1994 | Beat Them Up        | Sega                 | Minato Giken                                | JPN                  |
| Yū Yū Hakusho II                                          | 1994 | Combat              | Sega                 | Minato Giken                                | JPN                  |
| Zan Gear                                                  | 1990 | Stratégie           | Telenet              | Wolf Team                                   | JPN                  |
| Zool: Ninja of the "NTH" Dimension                        | 1994 | Plate-forme         | Gremlin Graphics     | Gremlin Graphics                            | PAL, USA, JPN        |
| Zoop                                                      | 1995 | Puzzle-Game         | Viacom               | Hookstone                                   | USA                  |